# موسم الاتحاد الرياضي المنستيري 2021-22
إنّ موسم 2021-22 هو الموسم رقم 63 لفريق موناستير لكرة السلة للرجال ويعتبر الموسم الثاني للفريق في دوري كرة السلة الأفريقي (BAL).
وفاز فريق موناستير بالثنائية التونسية بعد فوزه بالبطولة الوطنية أ وكأس تونس لكرة السلة رسميًّا. في 28 مايو 2022، فاز دوري كُرة السلة الأفريقي بأول بطولة بعد فوزها بنهائيات 2022 BAL على بترو دي لواندا. 

## وصف
تألفت لجان التصويت للفائزين من المدربين ورؤساء الفرق وكُتَّاب الرياضة والمذيعين وكشافة الفريق الدوري في الحضور وتنوعت حسب كل فئة جائزة. سيتم الإعلان عن جائزة 2022 Ubuntu، التي تُمنح لفرد أو منظمة كان لها تأثير على المجتمع المحلي خلال موسم BAL، في وقت لاحق من بَدء المُباراة.
وفقًا للآراء فإنهُ التصويت على مايكل ديكسون رسميًا كأفضل لاعب في BAL لعام 2022 وذلك بعد أن فاز بلقب الدوري الأفريقي لكرة السلة لعام 2022. علمًا أنَّ ديكسون أنهى المنافسة بمتوسط 16.5 نقطة لكل لعبة و 4.1 تمريرات حاسمة وسجل الفريق 21.3 نقطة لكل مباراة خلال التصفيات.

## اللاعبون

### أعضاء انضَّموا
| الإسم              | الرقم | Pos. | تاريخ         | نادي أساسي                       |
| ------------------ | ----- | ---- | ------------- | -------------------------------- |
| مولوكو دياباتيه    | 10    | G    | 2 فبراير 2022 | سموحة (نادي رياضي) [الإنجليزية]  |
| مايكل ديكسون       | 00    | G    | 8 فبراير 2022 | Wilki Morskie Szczecin           |
| جوليوس كولز جونيور | 5     | G    | 11 مايو 2022  | الوكرة (نادي رياضي) [الإنجليزية] |

### المُغادرون
| الإسم          | رَقم | Pos. | العُمر | الطول | الإنتماء (نادٍ رياضي)            |
| -------------- | --- | ---- | ----- | ----- | ------------------------------- |
| عمر عبادة      | 00  | G    | 28    | 1.88  | نادي الاتحاد السعودي لكرة السلة |
| مكرم بن رمضان  | 12  | F/C  | 32    | 2.06  | بنفيكا لكرة السلة               |
| Chris Crawford | 2   | G    | 28    | 2.06  | سلَّاك                            |
| وائل عرقجي     | 10  | G    | 26    | 2.06  | الجهراء (كرة سلة) [الإنجليزية]  |